# 70P/Кодзимы
Комета Кодзимы (70P/Kojima) — короткопериодическая комета из семейства Юпитера, которая была открыта 27 декабря 1970 года японским астрономом Нобухиса Кодзима в городе Ishiki, Япония. Обладает довольно коротким периодом обращения вокруг Солнца — всего чуть более 7 лет.

Орбита кометы Кодзимы и её положение в Солнечной системе

## История наблюдений
Первым орбиту кометы рассчитал японец Киитиро Фурукава и 6 января результаты его расчётов были опубликованы. Согласно им комета должна была пройти перигелий своей орбиты незадолго до своего открытия — 1 ноября 1970 года. Когда было накоплено достаточно данных, английским астрономом Брайаном Марсденом была построена компьютерная модель орбиты этого тела, согласно которой дата перигелия сдвигалась на 6 октября 1970 года, а период оценивался 6,09 года. Во время следующих появлений кометы её период снова был скорректирован до 6,16 года.
Следующее появление кометы состоялось в декабре 1977 года. Она наблюдалась японскими астрономами Хироки Косаем и Киитиро Фурукавой с помощью 105-мм телескопа системы Шмидта в обсерватории Кисо. Яркость кометы была оценена ими в 18 m и за всё время последующих наблюдений так и не превысила эту величину. Интересно, что расчёты даты появления кометы оказались настолько точными, что потребовали корректировки лишь на 0,18 суток. Позднее комета также фиксировалась в 1985/1986 годах, как объект 20 m, и 1992/1994 годах, как объект 22,1 m.
После 1994 года комету ожидало небольшое сближение с Юпитером, которого, однако, оказалось достаточно, чтобы изменить орбиту кометы, сделав её более вытянутой (перигелий приблизился к Солнцу, а эксцентриситет — более вытянутым).